# L'aventure c'est l'aventure (bande originale)
Singles
1. L'aventure c'est l'aventure (chanson) - Cinq pour l'aventure (instrumental)
Sortie : juillet 1972

L'aventure c'est l'aventure est la bande originale du film homonyme de Claude Lelouch. L'album sort en 1972, chez United Artists Music (référence 29-296).

## Autour de l'album
- Outre l'album, le titre L'aventure c'est l'aventure interprété par Johnny Hallyday sort en 1972 sur deux 45 tours.
  - L'aventure c'est l'aventure 45 tours promo United Artist UA 101
  - L'aventure c'est l'aventure - Cinq pour l'aventure United Artists UP 35239N
- En 1987, la chanson remixée est sur le 33 tours Des hommes et des femmes, compilant des musiques de films de Francis Lai[3].
- En 1993, le titre est présent sur le volume 36 (consacré aux bandes originales et séries TV chantées par Hallyday) de l'édition en 40 CD de l'intégrale Collection Johnny Hallyday.
- En 2016, le label Play Time a sorti un coffret "Francis Lai Anthology" contenant la musique originale et restaurée du film.

## Les titres
| No | Titre                                                     | Auteur                         | Durée |
| -- | --------------------------------------------------------- | ------------------------------ | ----- |
| 1. | Générique : Cinq pour l'aventure                          | Francis Lai                    | 5:30  |
| 2. | L'aventure c'est l'aventure                               | Francis Lai                    | 3:00  |
| 3. | Rapt                                                      | Francis Lai                    | 6:00  |
| 4. | Aventures et vacances                                     | Francis Lai                    | 3:00  |
| 5. | L'aventure c'est l'aventure (chantée par Johnny Hallyday) | Francis Lai - Catherine Desage | 3:30  |
| 6. | Flashing notes                                            | Francis Lai                    | 3:00  |
| 7. | Intrigue au soleil                                        | Francis Lai                    | 3:30  |
| 8. | Cinq pour l'aventure                                      | Francis Lai                    | 5:30  |